# مسلم بن عقبة
مسلم بن عقبة بن رباح المري الذبياني الغطفاني قائد الجيش الذي أرسله يزيد بن معاوية إلى موقعة الحرة، لاتوجد تفاصيل كثيرة عن نشأته وحياته. توفي وهو في طريقة إلى مكة لقمع ثورة عبد الله بن الزبير، وهو قائد من الدهاة القساة في العصر الأموي. أدرك النبي ﷺ وشهد صفين مع معاوية وكان فيها على الرجّالة، وقلعت بها عينه، وولاه يزيد بن معاوية قيادة الجيش الذي أرسله للانتقام من أهل المدينة بعد أن أخرجوا عامله منها.

## إستباحته للمدينة
بلغ يزيد أن أهل المدينة خلعوه ولحقوا بعبد الله بن الزبير فجهز جيشا قوامه ستة آلاف مقاتل على رأسهم مسلم بن عقبة  وأمر يزيد مسلم أن يتكلم مع أهل المدينة فإن هم رفضوا استباح بلادهم لثلاثة أيام وقد أسرف مسلم في أهل المدينة قتلاً فسماه أهل الحجاز «مسرفاً»  ولزمه هذا الاسم حتى ليقال فيه «مسرف بن عقبة» ثم رُفع القتل وأخذ ممن بقي فيها البيعة ليزيد.

## وفاته
توفي بعد ثلاث أيام من غزوه للمدينة في طريقه إلى مكة وورد عنه أنه قال:«للهم، إنه لم يكن قوم أحبَّ إليّ أن أقاتلهم من قوم خلعوا أمير المؤمنين، ونصبوا له الحرب. اللهم فكما أقررتَ عيني من أهل المدينة فأبقني حتى تقرّ عيني من ابن الزبير»
تولى إمارة الجيش بعد وفاته الحصين بن النمير السكوني الكندي